# Le Feu de l'action
 (octobre 2013).
Si vous disposez d'ouvrages ou d'articles de référence ou si vous connaissez des sites web de qualité traitant du thème abordé ici, merci de compléter l'article en donnant les références utiles à sa vérifiabilité et en les liant à la section « Notes et références ».

Le Feu de l'action (en anglais : Stand Into Danger) est un roman de Douglas Reeman publié sous le pseudonyme d'Alexander Kent en 1980
Le roman est traduit en français en 1996.

## Résumé
En 1774, Richard, devenu lieutenant, embarque sur la Destinée à Plymouth. En mer, ils s'approprient l'Héloïse. Ils arrivent à Rio. Alors qu'ils repartent sur l'Héloïse, elle est coulée par le Rosario qu'ils conquièrent et où l'ambassadeur Egmont et sa femme Aurore embarquent. Richard s'en éprend. Ils accostent sur une ile pour y prendre de l'eau, Richard est blessé et Aurore le soigne. Ils accostent à St Christophe et les Egmont les quittent. Ils vont à l'ile Fougeaux et des espagnols les canonnent. Lors d'une deuxième bataille, ils coulent le navire ennemi. Richard rentre chez lui au bout d'un an et découvre que sa mère est morte, et sa nouvelle affectation sur le Trojan.